# Mumbai City FC
Nezaměňovat s jiným indickým fotbalovým klubem Mumbai FC.

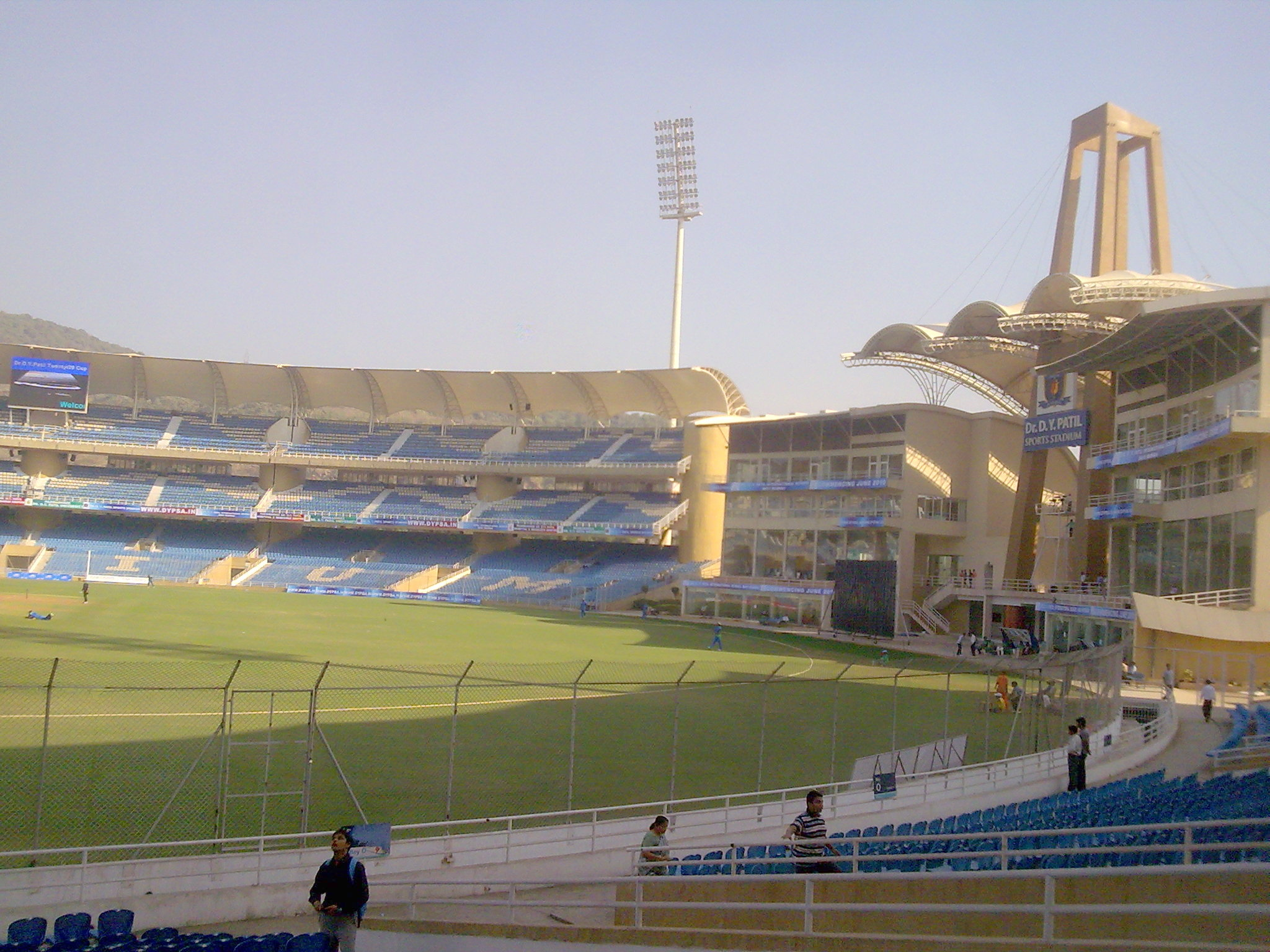
Stadion DY Patil

Mumbai City Football Club je indický fotbalový klub z města Bombaj ve státě Maháráštra založený v roce 2014. Je jedním z 8 týmů prvního ročníku indické Superligy (Indian Super League), který běžel od října do prosince 2014. Majiteli klubu jsou Bimal Parekh, Kayque Czar, a bollywoodský herec Ranbir Kapoor.
V klubovém modrobílém emblému je mimo nápisu Mumbai City FC také osobní železniční vagón.

## Čeští hráči v klubu
Zde je seznam českých hráčů, kteří působili nebo působí v Mumbai City FC:
- Pavel Čmovš[2]
- Jan Štohanzl[2]